# Койдог
Койдог — гібрид собаки, який утворився в результаті спаровування самця койота та самки собаки. Гібриди обох статей плідні й можуть успішно розводитися поколіннями. Подібним чином догот є гібридом із батьком-собакою та матір'ю-койотом.